# Chùa Tōdai
Chùa Tōdai (東大寺 (Đông Đại Tự) Tōdai-ji) là một ngôi chùa danh tiếng thuộc Hoa Nghiêm tông, ở thành phố Nara, Nhật Bản. Đại Phật điện (大仏殿 Daibutsu-den) là công trình kiến trúc gỗ lớn nhất thế giới. Nơi đây đặt pho tượng Phật Tỳ Lô Giá Na đúc bằng đồng đen, cũng là một kỷ lục nặng 500 tấn.

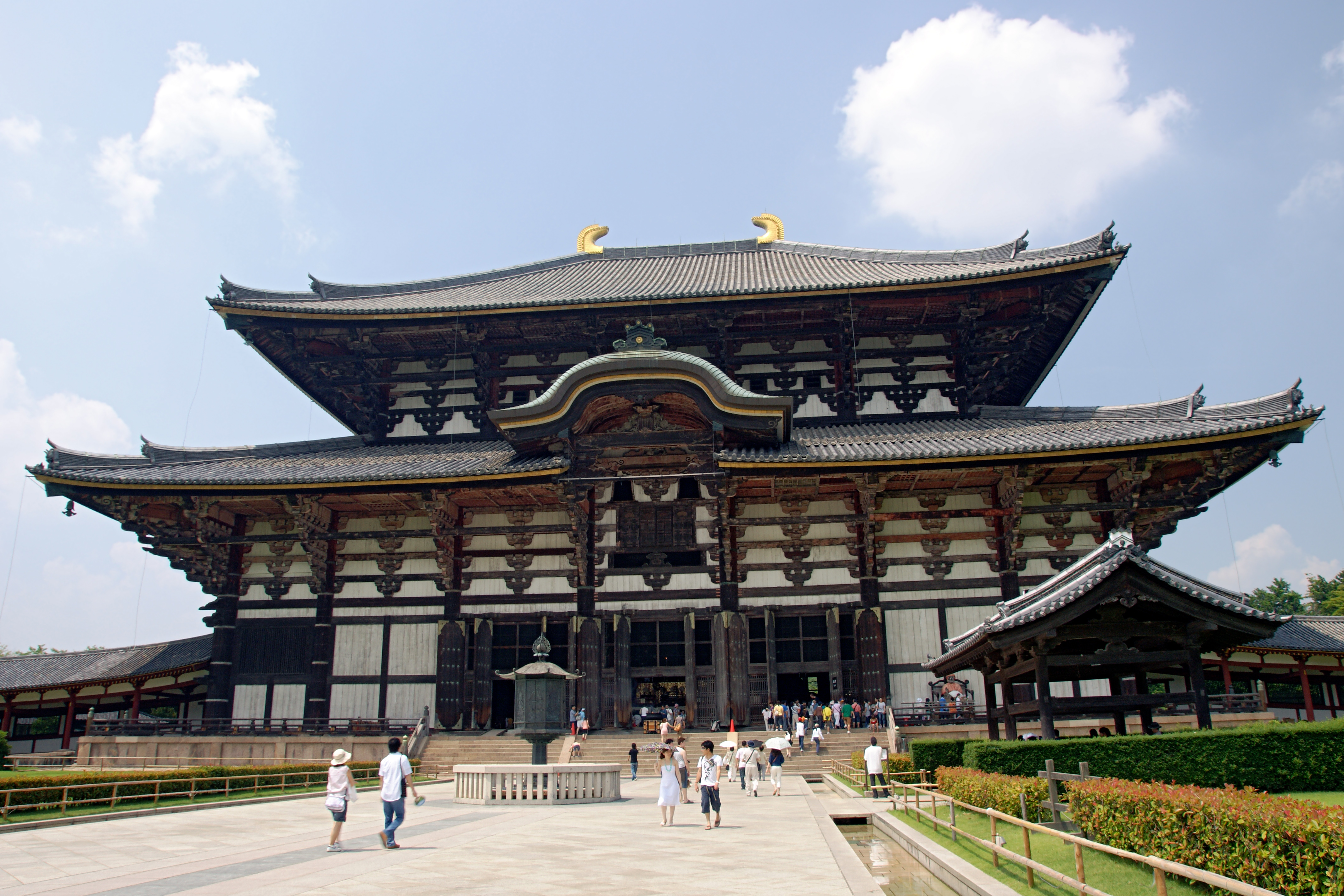
Điện chính của chùa

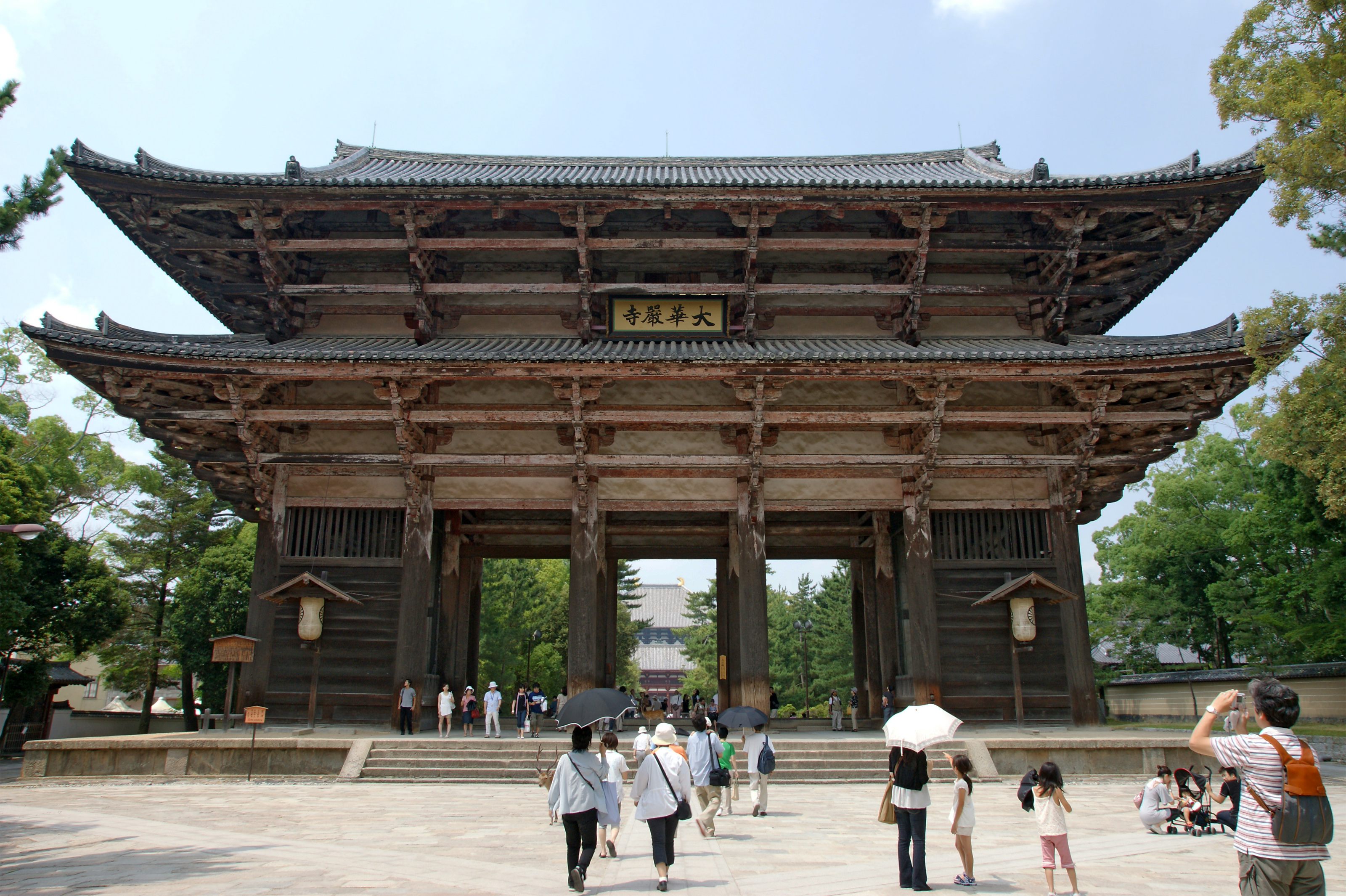
Cổng Nam Đại Môn.

Chùa Tōdai được liệt trong danh mục di sản thế giới. Nara còn thắng tích với đàn hươu sao thả rong. Hươu nai đối với hai tôn giáo chính của Nhật Bản là loài thú được bảo vệ. Đối với Thần đạo chúng là phương tiện nhắn tin và di chuyển của chư thần. Còn đối với lịch sử nhà Phật, buổi thuyết pháp đầu tiên của Phật Thích Ca là ở Lộc Uyển Sarnath.

## Lịch sử

### Bối cảnh
Vào thời kỳ Nara, nền văn hóa Trung Hoa đã tạo ảnh hưởng rất lớn đến Nhật Bản khi mà sự vinh quang của nhà Đường đã gây ấn tượng mạnh mẽ đối với quốc đảo này. Do đó, chính quyền trung ương gắn liền với tầng lớp quý tộc được mô phỏng theo mô hình quan liêu rộng lớn của Trung Quốc và Phật giáo bắt đầu truyền bá rộng rãi trên khắp quần đảo khiến nhu cầu xây dựng hình ảnh ngoan đạo trở thành điều thiết yếu. Đối mặt với gánh nặng hành chính ngày một tăng, triều đình đã chọn Bình Thành Kinh (平城京, Heijō-kyō), tức Nại Lương ngày này, làm kinh đô cố định mới vào năm 710. Sự thiên đô tới Nara cũng bắt đầu niên hiệu Thiên Bình (天平, Tenpyō) của thiên hoàng Thánh Vũ,  một giai đoạn mà rất nhiều công trình liên quan đến Phật giáo được dựng lên. Những ngôi đền đồ sộ này có ảnh hưởng rất quan trọng đối với bách tính, khi họ coi tôn giáo mới này là nguồn bảo vệ mạnh mẽ cho đất nước.
Thiên hoàng Thánh Vũ cũng chính là người đặt nền móng cho Đông Đại Tự. Chịu ảnh hưởng từ sự vinh quang của Trung Thổ Đại Đường và bản thân cũng là một ngưởi bảo vệ Phật giáo nhiệt thành, ông khao khát tăng cường quyền lực cũng như sự thống nhất của quốc gia, với mong muốn mang lại cho Thiên hoàng một vai trò trung tâm và thiết yếu hơn trong đời sống chính trị Nhật Bản vốn bị nhiều gia tộc và thế lực khác nhau khống chế. Kể từ những năm thập niên 730, ông đã cho khởi công một số lượng lớn công trình xây dựng trên khắp bán đảo Nhật Bản. Năm 741, vì muốn dựa vào triết lý Phật giáo hộ quốc để trấn an mọi người, Thiên hoàng hạ chiếu lập những ngôi chùa ở mỗi địa phương gọi là Quốc phần tự (国分寺, kokubun-ji) và chùa sư nữ địa phương (kokubunni-ji) trên tất cả mọi tỉnh thành của Nhật Bản. Mỗi ngôi chùa đều phải có một tòa tháp bảy tầng dựng lên bên cạnh và bắt buộc phải lưu trữ 10 bản sao Kinh Diệu Pháp Liên Hoa và 10 bản khác của Kinh Kim Quang Minh để đảm bảo an sinh của đất nước. Chính sách này được ban hành như là phản ứng với dịch đậu mùa đã hoành hành tại kinh đô trong các năm 735 và 737, cũng như cuộc nổi loạn của Fujiwara no Hirotsugu và nạn đói. Thiên hoàng có kế hoạch dựng lên một ngôi chùa lớn để tài trợ cho các ngôi chùa địa phương. Vào năm 743, ông đã giáng chiếu dựng một ngôi điện và một bức tượng Tỳ Lô Giá Na Phật (Rushana) khổng lồ bằng đồng dát vàng: đó chính là Đông Đại Tự. Là một Phật tử nhiệt thành, Thiên hoàng Thánh Vũ theo đuổi tầm nhìn của mình về một Nhật Bản tập trung cả về các vấn đề chính trị và tôn giáo, để củng cố quyền lực của mình đối với các tỉnh và các gia đình quý tộc khác nhau. Đối với ông, triều đình và thiên hoàng phải cai trị đất nước giống như Đông Đại Tự phải chiếm vị trí trung tâm trong số tất cả các ngôi chùa. Do đó, sự lựa chọn Phật Tỳ Lô Giá Na không phải là tầm thường, vì ngài biểu hiện cử chỉ sáng suốt cao tuyệt, hay tâm thức vũ trụ, tức là Phật trí thức siêu việt và trong Mạn-đà-la, ngài tọa vị trí trung tâm. Song song với Phật Tỳ Lô Giá Na, trên thực tế, Thiên hoàng Thánh Vũ muốn đề xuất tầm quan trọng của thiên hoàng (ở trung tâm của đất nước) và Phật giáo, một mô hình giống với mô hình của nhà Đường. Ngôi chùa đã trở thành trung tâm của Hoa Nghiêm tông (華嚴宗, kegon-shū), một trong sáu tông phái Phật giáo ở Nại Lương được Thiên hoàng ưu ái vì giáo pháp gần giống với mô hình lý tưởng của một quốc gia Phật giáo tập quyền.

### Quá trình xây dựng

.位於城市東北的東大寺古奈良地圖（點擊放大

Vào năm 742, một cơ quan đã được thiết lập với nhiệm vụ sao chép kinh Phật sử dụng trong ngôi chùa tương lai. Ti xây dựng chùa Đông Đại tự (gọi là "Tạo Đông Đại tự ti" 造東大寺司, Zō Chùa Tōdai shi) cũng được thiết lập phục vụ cho việc xây dựng chùa. Tuy việc thành lập những cơ quan xây dựng này không phải là một điều hiếm vào thời bấy giờ, nhưng có một điểm khiến Đông Đại tự khác với những ngôi chùa khác: Đó chính là vì quy mô quá lớn của nó. Chính điều này cũng đã biến Tạo Đông Đại tự ti trở thành cơ quan điều hành lớn nhất thế kỷ thứ 8 do việc xây dựng ngôi chùa này đòi hỏi một lượng lớn nhân công.
Địa điểm ban đầu được chọn cho chùa là nơi mà trước có chùa Koga-ji, thuộc tỉnh Omi nằm ở phía bắc Nại Lương. Công việc xây dựng được bắt đầu dưới sự giám sát của Quốc Trung Công Ma Lữ (国中公麻呂, Kuninaka no Kimimaro). Tuy nhiên, trong quá trình xây dựng do gặp phải một loạt những điều cũng như tai nạn ngoài ý muốn, Thiên hoàng Thánh Vũ đã quyết định dời nơi thi công về Nại Lương vào năm 745. Địa điểm được chọn của Đông Đại tự trước kia là một ngôi chùa nhỏ tên là Kim Chung Sơn tự (金鐘山寺, Kinshōsen-ji) nằm phía đông kinh thành. Trên thực tế, trong thành Nại Lương không có chỗ nào đủ rộng để chứa được một công trình kiến trúc đồ sộ như thế.
Công trình đầu tiên của chùa, Pháp Hoa đường (法華堂, Hokke-dō) được hoàn thành vào năm 746. Quá trình thực hiện tượng Đại Phật và Đại Phật điện (tòa chính điện của chùa, nơi đặt pho tượng Đại Phật) nằm trong khoảng thời gian từ năm 747 đến 752 không tính đến thời gian được dùng để mạ vàng xung quanh. Những bản phác thảo đầu tiên của tòa Đại Phật điện khổng lồ được đưa ra vào năm 748. Tuy nhiên, quá trình xây dựng vẫn được tiếp tục nhiều năm sau năm 752. Các khu hậu viên, hậu cung chùa, nơi ở của sư, kho lương thực và nơi cầu nguyện, cũng như việc đào ao vẫn được tiếp tục. Vì chùa nằm ngay dưới chân đồi Nhược Thảo (若草, Wakakusa), dân phu buộc phải san phẳng chân đồi một đoạn dài 700 mét thành 4 bãi đất phẳng lớn. Những công trình này ngốn khá nhiều ngân khố của Nhật Bản, vì nó tiêu tốn hết số thuế của khoảng 5.000 hộ dân cũng như một khoản quyên góp không hề nhỏ khác.

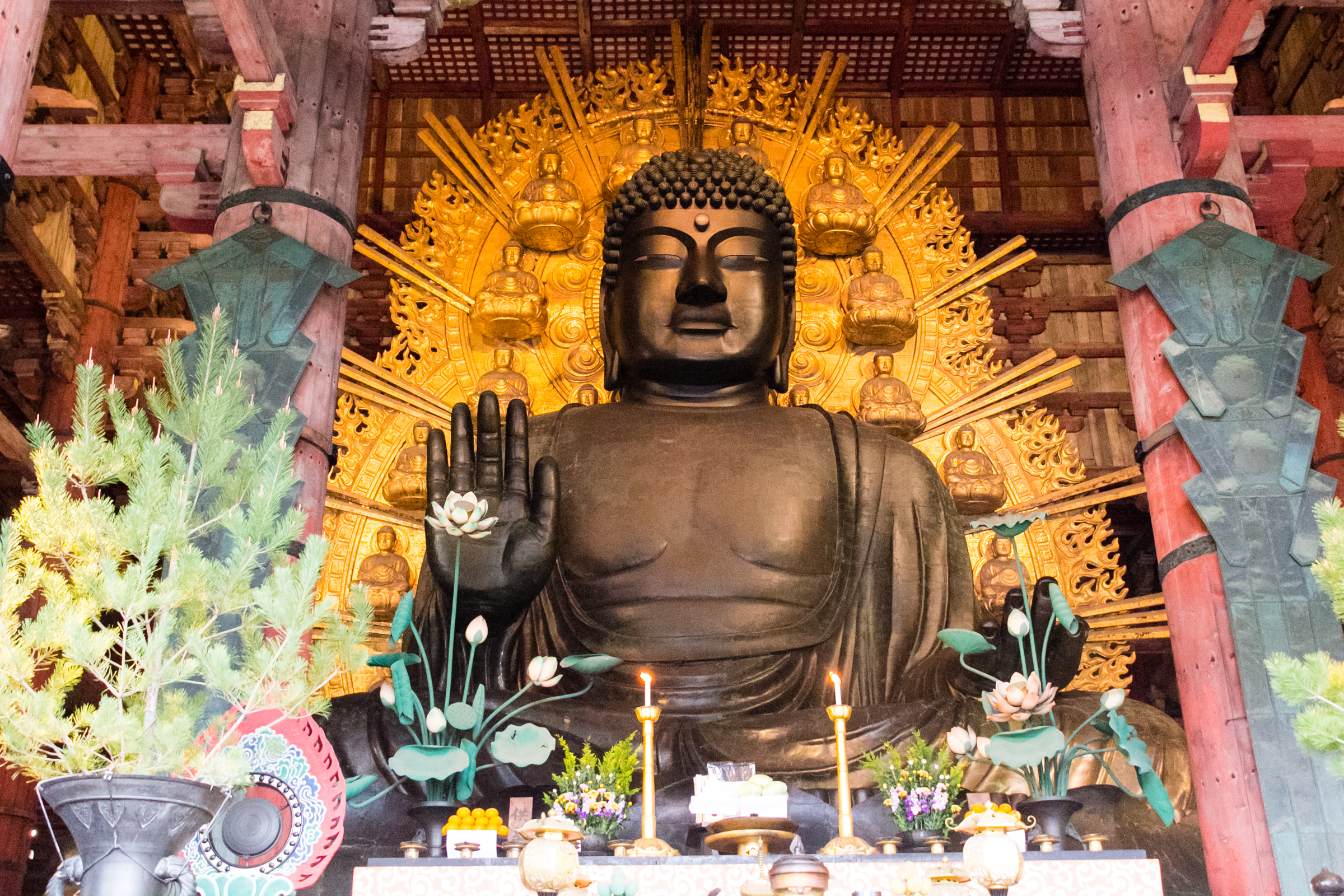
Mặt trước của pho tượng Phật Tỳ Lô Giá Na, cao 14.98 mét.

Ba nhà sư đóng vai trò quyết định trong việc thành lập Đông Đại tự và cùng với Thiên hoàng Thánh Vũ, họ thường được xem là bốn vị thánh đã sáng lập nên ngôi chùa. Ba vị này bao gồm: 
- Lương Biện (良弁, Rōben), ban đầu thuộc Pháp tướng tông nhưng về sau đã sáng lập nên Hoa Nghiêm tông, là một cố vấn thân cận của Thiên hoàng Thánh Vũ ẩn cư tại chùa Kim Chung.[19] Ông đóng vai trò đáng chú ý trong việc vận động quyên góp giúp Thiên hoàng Thánh Vũ có thể hoàn thành bức tượng Phật Tỳ Lô Giá Na mà ông hằng mong ước.[4]
- Hạnh Cơ (行基, Gyōki), người đã đóng vai trò quyết định trong cuộc vận động quyên góp tiền xây chùa (kanjin). Ông đã huy động dân chúng cả nước đóng góp về mặt kinh tế hoặc tình nguyện tham gia làm dân phu.[20] · [21]
- Bồ Đề Tiên Na (菩提僊那, Bodhisena), một thần tăng người Thiên Trúc và là bằng hữu của Lương Biện và Hạnh Cơ. Ông đã góp phần truyền bá Kinh Hoa Nghiêm, giáo lý căn bản của Hoa Nghiêm tông, đến Nhật Bản. Ông cũng là người chủ trì lễ khai quang điểm nhãn tượng Đại Phật.

Tuy vậy, dự án Đông Đại tự khổng lồ này đã làm dấy lên sự chống đối từ những người thân cận bên thiên hoàng. Giới quý tộc chỉ trích mô hình tập quyền du nhập từ Trung Quốc mà Thánh Vũ đang cố gắng áp dụng lên triều đình Nhật Bản, trong khi các nhà sư bảo thủ lại lo ngại rằng bức tượng lớn như vậy sẽ che mờ đi sự giác ngộ bên trong. Tuy nhiên, hai sự kiện xảy ra trong thời gian này đã góp phần giúp Thiên hoàng Thánh Vũ có thể tiếp tục dự án: thứ nhất, một mỏ quặng văng đã được phát hiện ở Mutsu cho phép thu thập đủ quặng để giát vàng bức tượng; thứ hai, một lời sấm truyền từ đền Vũ Tá Bát Phiên cung (宇佐八幡宮, Usa Hachimangū) nói rằng Bát Phiên Đại Bồ Tát (八幡大菩薩, Hachiman-dai Bosatsu), một vị thần (kami) trong Thần đạo, muốn bảo vệ pho tượng Đại Phật đang trong quá trình xây dựng này (một số sử liệu còn ghi lại rằng chính nhờ vào lời sấm này, người ta mới có thể phát hiện mỏ quặng vàng ở Mutsu kia).
 Bát Phiên Đại Bồ Tát trở thành một vị thần hộ pháp của ngôi chùa, và ông được đưa vào thờ phụng tại điện Bát Phiên trong quần thể Đông Đại tự.
Nghi lễ khai nhãn (kaigen) Đại Phật, một nghi lễ Phật giáo dùng bút mực vẽ thêm tròng đen vào cho mắt để linh hồn có thể nhập vào, đã được thực hiện ngay trong năm 752, trước khi pho tượng được hoàn thành do sức khỏe ngày một yếu đi của Thiên hoàng Thánh Vũ (hơn nữa, ông đã nhường ngôi cho con gái vào năm 749 và xuất gia đi tu với vợ mình là Quang Minh hoàng hậu, để lại ngai vàng cho con gái mình). Hơn 1 vạn chúng tăng người Nhật Bản, Trung Quốc và Thiên Trúc cũng như nhiều đại thần đã tham gia nghi lễ kéo dài vài ngày này. Bồ Đề Tiên Na đích thân vẽ tròng mắt của Đức Phật, sử dụng bút lông được nối bằng dây với Thiên hoàng Thánh Vũ. Bức tượng cuối cùng đã được hoàn thành vào năm 757, sau khi đặt mạ vàng và điêu khắc những chi tiết xung quanh bệ tượng. Nhiều đồ trang trí hoặc đồ nghi lễ được sử dụng trong buổi lễ vẫn được bảo tồn tại Shōsō-in cho đến tận ngày nay, chẳng hạn như mặt nạ bằng gỗ gigaku thường được các vũ công đeo khi họ thực hiện những điệu nhảy nghi thức.
Công trình xây dựng khổng lồ đã đánh dấu triều đại của Thiên hoàng Thánh Vũ. Các chuyên gia ước tính, để có thể hoàn thành công trình này hơn 37 vạn thợ rèn và 50 vạn thợ mộc đã phải được huy động. Số lượng nhân công khổng lồ này đã khiến tài chính của chính quyền non trẻ này bị vắt kiệt.

## Kiến trúc

### Ngôi chùa ban đầu
Ngày nay trong công viên chùa chỉ còn sót lại một vài công trình còn tồn tại từ thời Thánh Vũ Thiên hoàng. Những công trình này bao gồm Hokke-dō (法華堂, Pháp Hoa đường), Shōsō-in (正倉院, Chính thương viện), Cổng Tengai, kho ngân khố của Đền Tamukeyama-Hachiman và ba nhà kho, số còn lại thì đã biến mất hoặc được phục dựng sau này. Phong cách kiến trúc nguyên thủy của chùa mang đậm dấu ấn ảnh hường từ nhà Đường Trung Quốc, chủ nghĩa cổ điển và sự gần gũi với mô hình Trung Quốc có thể được giải thích bởi vị thế của Phật giáo tại Nhật lúc bấy giờ.
Hai bức tường dài bao quanh khuôn viên chùa ở khu vực phía tây và phía nam, xuyên qua ba cổng theo phong cách Trung Quốc. Hiện chỉ một trong ba cổng là cổng Tengai (Tengai-mon) nằm ở phía tây bắc là còn sót lại cho tới ngày nay. Cổng này được sử dụng cho các buổi lễ tại đền Tamukeyama Hachiman (手向山八, Thủ Hướng Sơn Bát). Cổng này nằm trên một nền đá, bao gồm một cửa chính và hai lối đi thông qua hai cánh cửa nhỏ ở hai bên. Các cấu trúc đấu củng đặc biệt có tên là nijūkōryō kaerumata được đặt trên các cột gỗ lớn. Ban đầu, ngôi chùa còn có hai bảo tháp cao 7 tầng, tượng trưng cho Ngũ hành, Mặt Trời và Mặt Trăng. Hai tòa tháp này, một tòa ở phía đông, một tòa ở phía tây được xây tường kín xung quanh, có 4 cổng ở bốn hướng, tạo nên một khuôn viên riêng biệt. Với chiều cao trên 100 mét, chúng là hai trong những công trình cao nhất thế giới lúc bấy giờ và cao gấp đôi bảo tháp cao nhất Nhật Bản ngày nay. Tuy hai công trình này đã bị sập trong một vụ động đất, chúng vẫn là một ví dụ tuyệt vời của nhà sử dụng khung bằng gỗ.

## Hình ảnh

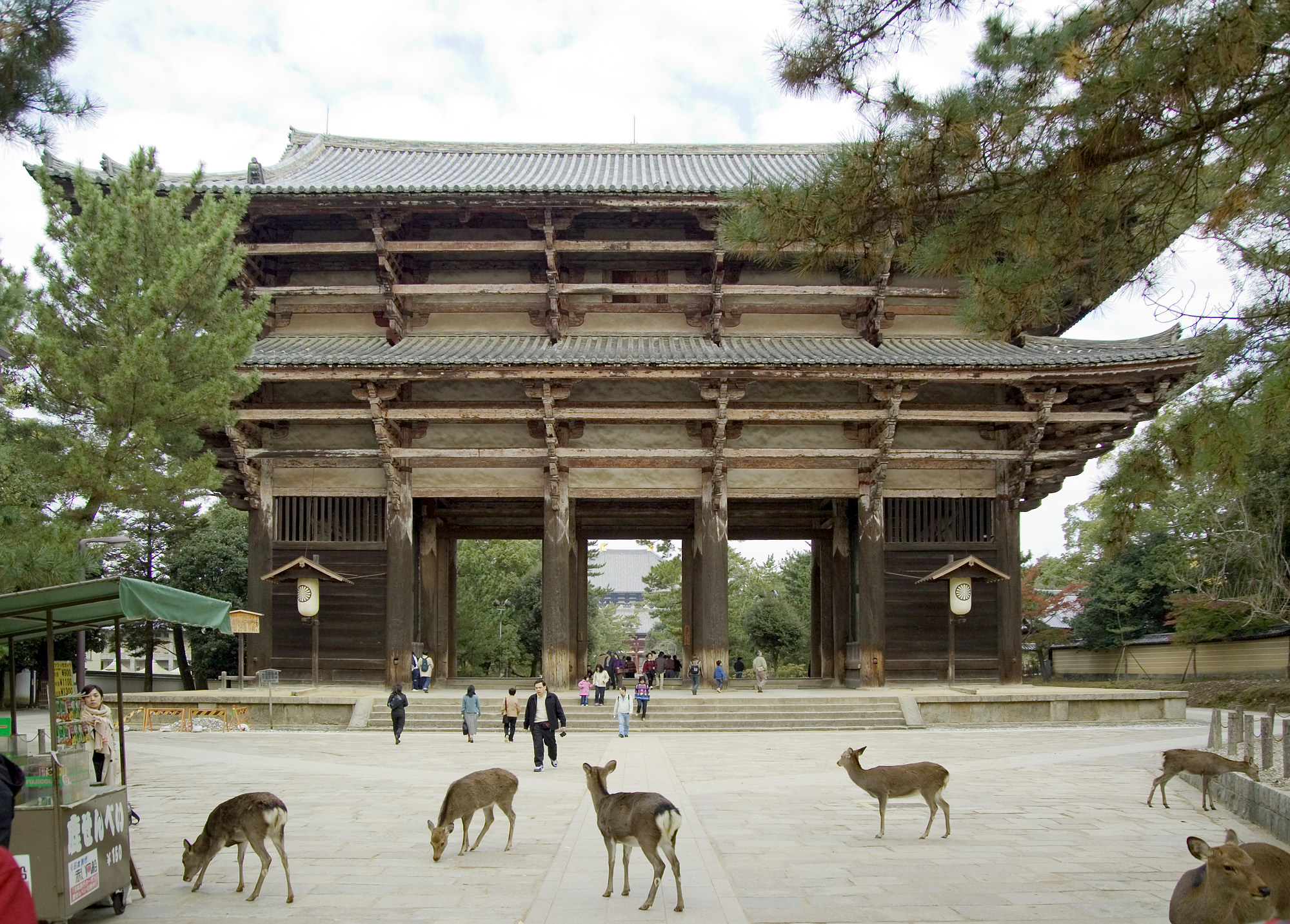
Cổng Nam Đại Môn, một "quốc bảo" của Nhật Bản
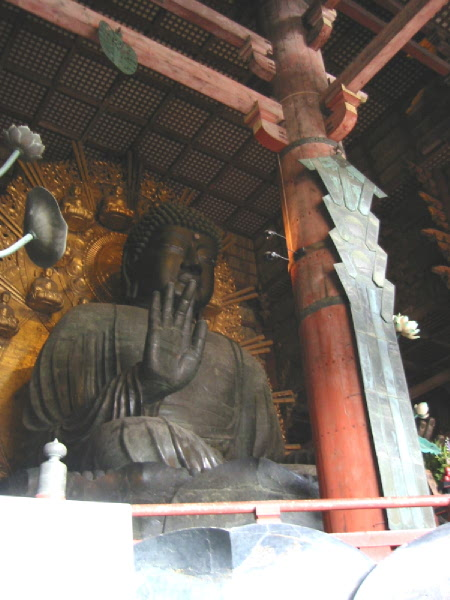
Tượng Phật lớn ở chính điện Đông Đại Tự
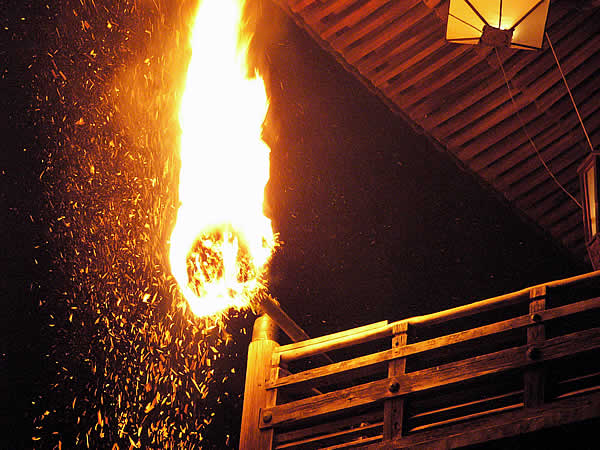
Shunie held March 1 to 14 in Nigatsu-do.
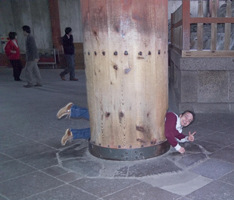
Khách vãn chùa chui qua lỗ khoét ở chân cột trong chùa